# AN/PAQ-1雷射目標指標器

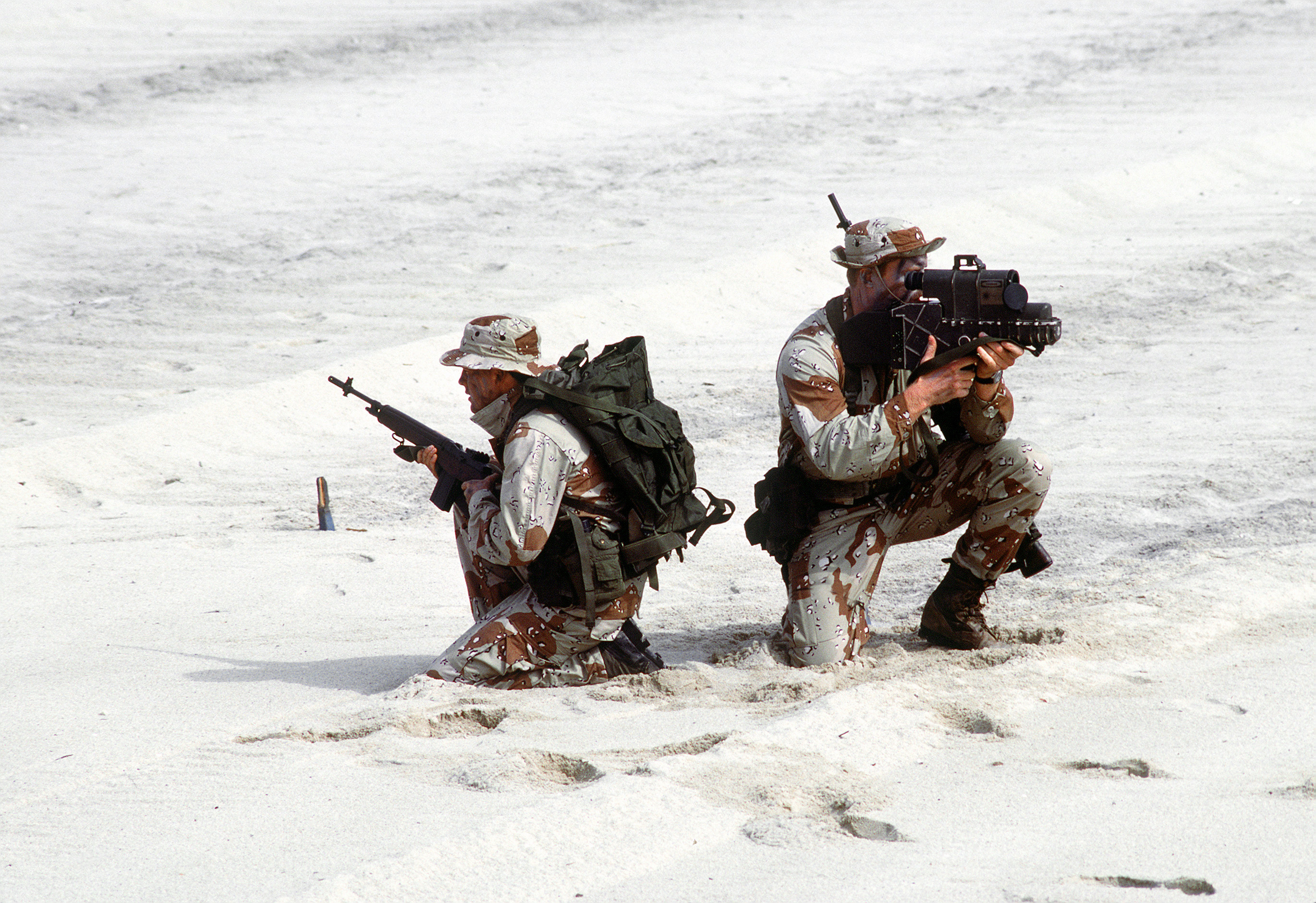
右側持有AN/PAQ-1 LTD的海豹部隊士兵。

AN/PAQ-1雷射目標指標器（英語：AN/PAQ-1　Laser Target Designator，縮寫：LTD）是一款近紅外肩扛／架設於三腳架式16磅激光測距儀／指標器，由前方觀察員使用，以獲得目標距離並且指定目標。這台由電池供電的激光設備的最大有效射程為1,500公尺。

## 概述
該雷射指標器可發射傳輸編碼的激光束，用於指定點或面目標。這可讓飛機的儀器探測以達成各種目的，而且諸如M712“銅斑蛇”155毫米榴弹炮炮彈以及AGM-114“地獄火”或AGM-65“小牛”导弹等的彈藥也可受激光點所制導。

## 資料來源
1. ↑  . The National Museum of American History.   [3 March 2017]. （原始内容存档于2020-05-16）.

## 外部連結
- （英文）—laststandonzombieisland.com—AN/PAQ-1 laser target designator（页面存档备份，存于）
- （英文）—National Museum of American History—Laser Target Designator（页面存档备份，存于）